# Nola tutulella
Nola tutulella är en fjärilsart som beskrevs av Hans Zerny. Nola tutulella ingår i släktet Nola och familjen trågspinnare. Inga underarter finns listade i Catalogue of Life.